# Alex MacDowall

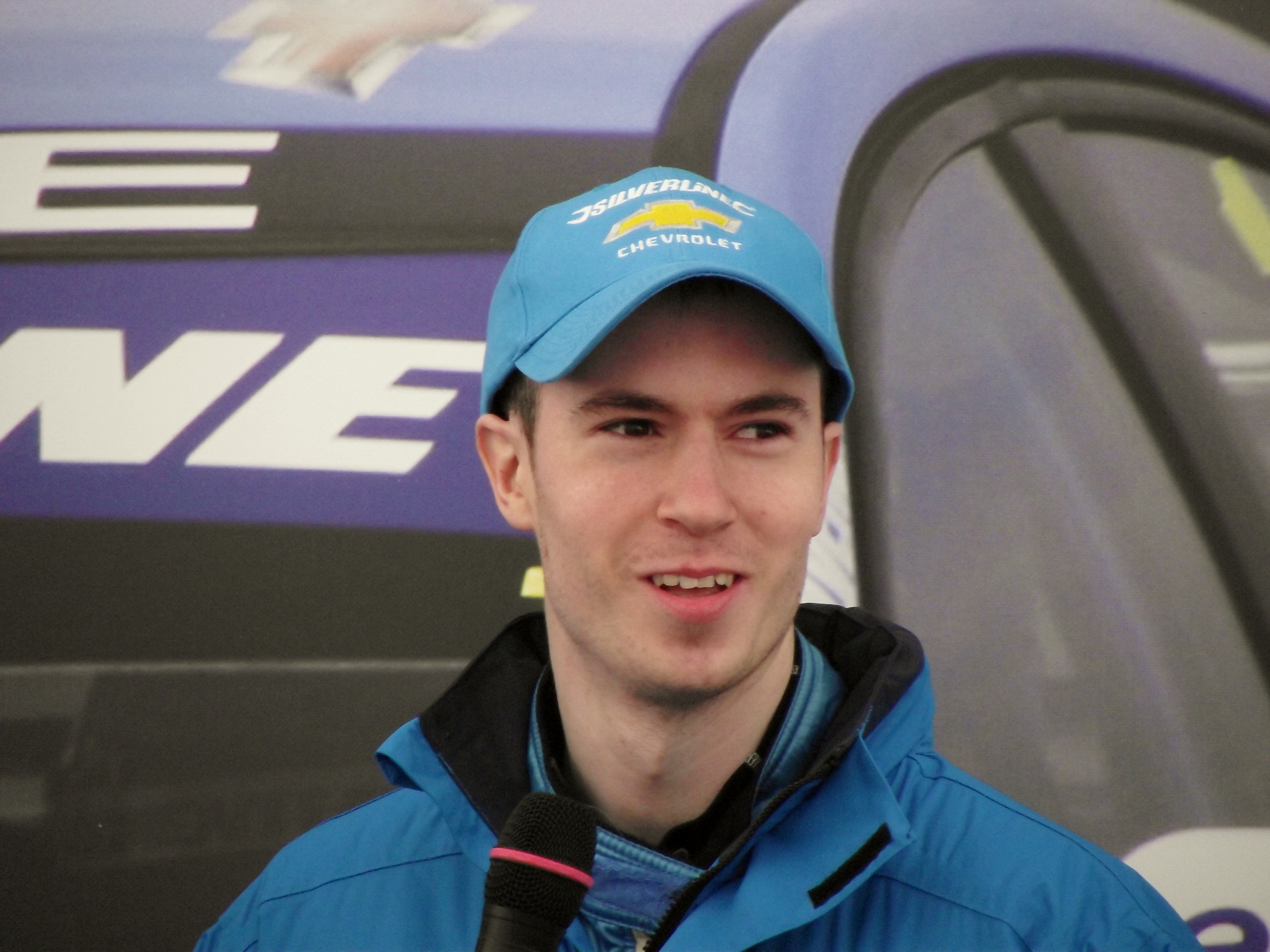
Alex MacDowall 2011

Alexander Hay „Alex“  MacDowall (* 22. Januar 1991 in Carlisle, England) ist ein britischer Autorennfahrer. 

## Karriere
MacDowall begann seine Motorsportkarriere 2005 im Tourenwagensport in der Herbstserie der T Cars. 2006 absolvierte er eine Saison in den T Cars und wurde Gesamtsiebter. 2007 ging MacDowall im britischen Renault Clio Cup an den Start und wurde 32. in der Fahrerwertung. In der anschließenden Winterserie dieser Meisterschaft wurde er mit einer Podest-Platzierung Dritter. Außerdem nahm er in diesem Jahr an zwei Rennen des britischen Seat Cupra Cups teil. 2008 blieb MacDowall im britischen Renault Clio Cup und verbesserte sich auf den siebten Gesamtrang. In der Winterserie wiederholte er die dritte Gesamtplatzierung. 2009 absolvierte MacDowall seine dritte Saison im britischen Renault Clio Cup. Er gewann vier von zwanzig Rennen und wurde mit 445 zu 561 Punkten Vizemeister hinter Phil Glew. Außerdem nahm er in diesem Jahr an einigen Rennen des belgischen Renault Clio Cups sowie der spanischen Seat Leon Supercopa teil.
2010 erhielt MacDowall ein Cockpit in der British Touring Car Championship (BTCC) bei dem von RML Group betriebenen Chevrolet-Rennstall Silverline Chevrolet. Während sein Teamkollege Jason Plato den Meistertitel gewann, beendete MacDowall die Saison mit einem zweiten Platz als bestes Ergebnis auf dem elften Platz der Fahrerwertung. Mit seiner ersten Pole-Position wurde er zum jüngsten Fahrer dieser Serie, der ein Rennen von der Pole-Position begann. Darüber hinaus absolvierte er in diesem Jahr für Chevrolet Testfahrten in der Tourenwagen-Weltmeisterschaft (WTCC). 2011 bestritt MacDowall seine zweite BTCC-Saison für Silverline Chevrolet. Ein zweiter Platz war erneut seine beste Platzierung. In der Meisterschaft verbesserte er sich auf den neunten Platz. Er wurde teamintern erneut durch Plato, der Dritter wurde, geschlagen.
2012 wechselte MacDowall in die Tourenwagen-Weltmeisterschaft. Er pilotiert in der WTCC für bamboo-engineering einen Chevrolet Cruze 1.6T. Nach dem zweiten Rennwochenende belegte er den elften Gesamtrang.

## Statistik

### Karrierestationen
| - 2005: T Cars, Herbstserie - 2006: T Cars (Platz 7) - 2007: Britischer Renault Clio Cup (Platz 23) - 2007: SEAT Cupra Cup - 2007: Britischer Renault Clio Cup, Winterserie (Platz 3) | - 2008: Britischer Renault Clio Cup (Platz 7) - 2008: Britischer Renault Clio Cup, Winterserie (Platz 3) - 2009: Britischer Renault Clio Cup (Platz 2) - 2009: Belgischer Renault Clio Cup - 2009: Spanische SEAT Leon Supercopa | - 2010: BTCC (Platz 11) - 2011: BTCC (Platz 9) - 2012: WTCC |

### Le-Mans-Ergebnisse
| Jahr | Team                | Fahrzeug                 | Teamkollege   | Teamkollege     | Platzierung | Ausfallgrund |
| ---- | ------------------- | ------------------------ | ------------- | --------------- | ----------- | ------------ |
| 2015 | Aston Martin Racing | Aston Martin Vantage GTE | Fernando Rees | Richie Stanaway | Rang 34     |              |

### Einzelergebnisse in der FIA-Langstrecken-Weltmeisterschaft
| Saison | Team                | Rennwagen                | 1   | 2   | 3   | 4   | 5   | 6   | 7   | 8   |
| ------ | ------------------- | ------------------------ | --- | --- | --- | --- | --- | --- | --- | --- |
| 2014   | Aston Martin Racing | Aston Martin Vantage GTE | SIL | SPA | LEM | AUS | FUJ | SHA | BAH | SAO |
| 2014   | Aston Martin Racing | Aston Martin Vantage GTE | 14  | 17  |     | 22  | 15  | 19  | 24  | 11  |
| 2015   | Aston Martin Racing | Aston Martin Vantage GTE | SIL | SPA | LEM | NÜR | AUS | FUJ | SHA | BAH |
| 2015   | Aston Martin Racing | Aston Martin Vantage GTE | 14  | 16  | 34  | 20  | 17  | 21  | 18  | 25  |